# 吴中诗派
吴中诗派是中唐大历、贞元期间，以顾况、皎然等诗人为首的一个诗派。吴中诗派的整体概念于1984年由赵昌平先生所提出，后被学界所采纳。经赵昌平先生的探究，他指出了多位出身吴中地区的诗人之间拥有紧密的联系，他们的诗史观以皎然《诗式》中的“体变未必道丧, 复古通变”为主，作诗多同调。吴中诗派的诗句以情性为基点，继承盛唐遗风，也在此基础上做出创新，为元和正变做出了铺垫。它们结合了吴中俗体诗的固有特征及皎然提出的“三格四俗品”的主张，最终为元和诗变作了理论准备。不可否认的是，吴中诗派所处的时代，主流仍然是李端，卢纶，钱起等为代表的大历体，但是吴中诗派的理论在元和得到了进一步的发展，有力的推动了元和诗变的发展。

## 形成
皎然于贞元初写就《诗式》一书，他在内提出作诗的宗旨为“真于情性, 尚于作用”，并在此基础上恢复古人着重意义的写作方式，而非“窃古”。后他定五种诗格，分别为不用事、作用事、直用事、有事无事及有事无事情格俱下。诗式内所说的理论后成为了吴中诗派的理论基础。诗派成员多推崇自然，以为“为文真于性情，尚于作用，不顾辞采而风流自然”。皎然在其文章中对发展了声律的沈约表达了不屑的态度，用“酷裁八病，碎用四声”评价他，认为沈约如此使得那些没有天赋的人受到蒙蔽。但是他本身并不反对合理的使用声律，只是对于从翻译佛学而引申的四声，以及周颙发展的八病并不赞同，他说“虽有声律，不妨作用”，就是最好的明证。而吴中诗派贵尚自然、清淡闲远风格的代表人物顾况下启元稹、白居易、韩愈、孟郊，对唐代诗风的变革，起了推动作用。
吴中诗派的七位主要成员皎然、顾况、张志和、秦系、灵澈、朱放和陆羽曾多次互相赠答诗词，活动地区集中于吴中地区，他们的联系及相似的人生经历使得他们独立于大历十才子，自成一派。在诗派成员的交流中，他们频繁的使用联句诗，后激发了唐代联句诗的兴盛。顾况等人所作诗句的旨趣也随之和皎然所说的理论相符：
1. 外示惊俗之貌，内藏达人之度。
2. 其作用也，放意须险，定句须难，虽取由我衷，而得若神授。
3. 取境之时，须至难至险，始见奇句。成篇之后，观其气貌，有似等闲不思而得，此高手也。有时意静神王，佳句纵横，若不可遏，宛如神助。
4. 固须绎虑于险中，采奇于象外，状飞动之句，写冥奥之思。夫希世之珠，必出骊龙之颔，况通幽含变之文哉?

除复古清淡的风格外，吴中诗派为体现创新思想而发展出了“化俗为奇”、清狂的风格。经研究，这些变化主要来自于对吴中俗体诗的借鉴及吴中诗派成员所共同拥有的仕途经历，也影响到了同时期著名的诗人韦应物。皎然一开始提出五格十九体的概念，后进一步提出三格四品，其中四品来源于李嗣真所撰《书后品》。李嗣真提出书分三品，分别为上、中、下，但是还有在三品之外的逸品。赵昌平先生通过对比皎然对淈没格、跌宕格的解析及朱景玄注解李嗣真说“格外有不拘常法者”的描述，指出三格四品就是以五格十九体为基础的“逸品”。
相较于盛唐，唐诗到了大历时期，失去了慷慨豪迈的志向，转而偏向于阴柔之趣。由于同时期古俗、时俗风气的流行，皎然所提出的三格四品才提倡了跌宕不羁的风格。

## 共同特点
1. 他们或世籍东吴,或早年即寓居吴会,其主要活动地区都在三吴两浙，有鲜明的地域性。
2. 他们均未显宦，皎然和灵澈更是僧人，但他们都有建功立业，出将入相的志向，内心并不反对做官。因而佯狂自高，颇有奇崛之气。
3. 他们从大历至贞元一直保持着较密切的关系。七人今存相互赠答唱和诗40多首,并常在诗文中互相引为同调,还组织过诗社。
4. 理论上，他们复古，推崇苦思格和逸格，因此得出了由险入奇，由俗入奇两条道路。
5. 创作上，他们继承了鲍照，谢灵运的传统，糅合吴中本地的俗体诗，启迪了元（禛）白（居易）诗派和韩（愈）孟（郊）诗派的创作。[11]

## 所受影响及所造成影响
皎然、顾况等人因受谢灵运、鲍照的影响，作诗才会从俗体中寻求新变，钟嵘等人曾批评过谢、鲍的放荡之处，因此李肇总结贞元时期的风气依旧“荡”。吴中诗派因在仕途上不得志，在作诗时试图表现自我，形成了放诞的作风。吴中诗派的成员一方面对汉魏诗简古不满，另一方面想要摆脱大历十才子的清淡风格，因此出现了清狂的写作风格，皎然在书中解释清狂为“清中而狂外”。后来吴中诗派从俗体诗中汲取因素的做法被元白派所借鉴；其对文体和定句的形式则为韩孟一派创造出险涩诗句的基础。

## 脚注
1. 1 2 3 4 5 6  见 赵昌平：“吴中诗派”与中唐诗歌，载《中国社会科学》1984年第4期
2. ↑  宋代严羽的《沧浪诗话》在叙述诗体的时候，并无吴中体，而同时代的人也没有提到。
3. ↑  《诗式》：“作者措意，虽有声律，不妨作用，如壶公瓢中，自有天地日月。时时抛针掷线，似断而复续，此为诗中之仙。拘忌之徒，非可企及矣。”
4. ↑  《诗式》：“沈休文酷裁八病，碎用四声，故风雅殆尽。后之才子，天机不高，为沈生弊法所媚，懵然随流，溺而不返。”
5. ↑  诗式：“作者措意，虽有声律，不妨作用。”
6. ↑  袁行霈《中国文学史》：”顾况，元白得其俗，韩孟得其奇。“
7. ↑  见 许连军：论皎然诗学理论对中唐诗人创作之影响，载《长江大学学报(社会科学版)》2007年第6期
8. ↑  见 邹西礼：韦应物的交游与其诗歌创作的关系，载《西藏民族学院学报(哲学社会科学版)》2000年第2期
9. ↑  胡应麟《诗薮》：“气骨顿衰。”
10. ↑  《诗议》：“顷作古诗者，效得庸音，竞壮其词。”
11. ↑  详见《吴中学刊》1994年03期载梁成《唐代的“吴中诗派”》
12. ↑  《唐国史补》卷下：“大历之风尚浮，贞元之风尚荡，元和之风尚怪也。”
13. ↑  《诗品》卷上谢灵运：“其源出于陈思，杂有景阳之体。故尚巧似，而逸荡过之，颇以繁芜为累。”卷中鲍照：“然贵尚巧似，不避危仄，颇伤清雅之调。故言险俗者，多以附照。”
14. ↑  皎然《戏作》:乞我百万金，封我异姓王。 不如独悟时，大笑放清狂。